# 2-(metiltio)etilamina
La 2-(metiltio)etilamina, llamada también 2-metilsulfaniletanamina o 1-amino-2-(metiltio)etano, es un compuesto orgánico de fórmula molecular C3H9NS.
Su estructura es semejante a la de la cisteamina pero en este compuesto un grupo metilo sustituye al hidrógeno unido al azufre.

## Propiedades físicas y químicas
La 2-(metiltio)etilamina es un líquido claro e incoloro. Alcanza el punto de ebullición a 147 °C, mientras que su punto de fusión —valor estimado— es de -34 °C aproximadamente.
Su punto de inflamabilidad —mínima temperatura a la que los vapores de un fluido inician la combustión— es de 36 °C.
Es soluble en agua, en una proporción aproximada de 103 g/L. El valor del logaritmo de su coeficiente de reparto, logP = 0,2, indica que su solubilidad en disolventes hidrófobos es mayor que en disolventes hidrófilos.
Su tensión superficial estimada es de 34,1 ± 0,3 dina/cm, aproximadamente la mitad que la del agua.

## Síntesis y usos
La 2-(metiltio)etilamina se puede sintetizar haciendo reaccionar hidrocloruro de cisteamina con iodometano.
Otra vía de síntesis diferente tiene como precursor el tert-butil-(2-(metiltio)etil)carbamato.
En cuanto a sus usos, esta amina es un producto farmacéutico intermedio.
Por otra parte, se ha estudiado el papel que juega —junto a otros aminotioles como la cisteamina— como inhibidor de la plasma amina oxidasa, enzima que tiene un importante rol biológico catalizando la reacción:
RCH2NH2 + O2 +H2O → RCHO + NH3 +H2O2
En concreto, la 2-(metiltio)etilamina, a diferencia de la cisteamina, es un inhibidor irreversible débil.

## Precauciones
Este compuesto es inflamable y corrosivo. Puede producir quemaduras en la piel y en los ojos.